# Konrad von Einsiedel
Konrad von Einsiedel (* 9. Mai 1597 in Torgau; † 8. Februar 1668 in Halle (Saale)) war ein deutscher Jurist und Gesandter des Erzstifts Magdeburg bei den Verhandlungen, die 1648 zum Westfälischen Frieden führten.

## Leben
Konrad von Einsiedel war ein Sohn des Abraham von Einsiedel und dessen Ehefrau Ursula Ebeleben. Nach dem Studium der Rechtswissenschaften an der Friedrich-Schiller-Universität Jena und der Martin-Luther-Universität Halle-Wittenberg wurde er 1624 Holsteinischer Rat und Hofmeister. 1631 zum kursächsischen Appellationsrat in Dresden ernannt, wurde er 1638 Fürstbischöflich-Magdeburger Administrator, Hofmeister und Geheimrat. Von 1645 an war er zusammen mit Johann Krull Gesandter bei den Friedensverhandlungen in Münster und Osnabrück, die 1648 mit dem Westfälischen Frieden ihren Abschluss fanden.
Er war Herr auf Aken, Döllnitz und Ummendorf.
Im November 1638 hat er Agnes Christina von Einsiedel (1618–1679) geheiratet. Sie war eine Tochter des Heinrich Hildebrand von Einsiedel und der Anna Sophia von Ponickau.

## Veröffentlichungen
- Dn. Conradi von Einsiedels ut & Dnn. Conradi & Benedicti Carpzoviorum. Tractatus Duo De Regalibus, sive Iuribus ad Imperatoris Romano-Teutonici Maiestatem pertinentibus Halle, Saale : Universitäts- und Landesbibliothek Sachsen-Anhalt, 1678, Editio Secunda. ex Bibliotheca D. Johannis Christophori Heroldts/ emendatior exhibita, & eius cura aucta Indicibus Rerum, Verborum & Autorum
- Giebichensteinium antiquissima ArchiEpiscoporum Magdeburgensium Sedes De Praeside ... Domini Augusti, Ducis Saxoniae ... Archi-Episcopi Magdeburgensis ... Dn. Conrado von Einsiedel/ Haereditario in Scharffenstein/ Consiliario intimo & Ephoro Eminentissimo Sibi gratulatur per Joachimum-Reinholdum Baussium H. S.
- Bauss, Joachim Reinhold. - Halle, Saale : Universitäts- und Landesbibliothek Sachsen-Anhalt, 1640